# Sabina Jacobsen
Sabina Jacobsen (født 24. marts 1989) er en svensk håndboldspiller, der spiller for CSKA Moskva og for det svenske landshold.
Hun var med til at vinde det danske mesterskab tilbage i 2015, sammen med FC Midtjylland Håndbold, efter finalesejre over Team Esbjerg.